# Madame Jeanrenaud
Madame Jeanrenaud est un personnage de La Comédie humaine d'Honoré de Balzac.
Ses ancêtres protestants étaient propriétaires des terres de Nègrepelisse et de Gravenges avant la révocation de l'édit de Nantes. Le chef de famille a été arrêté après la révocation sur ordre du gouverneur de province et pendu ; les terres de la famille furent confisquées au profit des ancêtres du marquis d'Espard.
Dans L'Interdiction, madame Jeanrenaud est la veuve d'un conducteur de bateaux de sel qui est mort noyé. C'est une femme pauvre, grosse et modeste, marquée par la petite vérole. Le marquis d'Espard, qui a longtemps cherché à rembourser la dette de ses ancêtres, la retrouve après de longues recherches, à Fribourg, où elle s'est réfugiée après la mort de son mari.
Elle vit dans la plus grande misère, mais elle ne demande rien et refuse les biens que le marquis veut lui rendre avec intérêts. En 1828, elle finit par accepter cent mille francs. La marquise d'Espard l'accuse aussitôt de vouloir escroquer son mari. Madame Jeanrenaud préfère alors rendre tout plutôt que de lui causer des ennuis au marquis d'Espard.
Mais la marquise ayant perdu son procès contre son mari (les détails du procès sont donnés dans Splendeurs et misères des courtisanes, notamment les attendus sévères du juge Granville), les Jeanrenaud recouvrent leurs biens.
Le  lieutenant de cavalerie Jeanrenaud, fils de madame Jeanrenaud, accepte en 1828 que le marquis paie le prix que les terres Nègrepelisse valaient à l'époque de la spoliation. Il refuse toute forme de compensation.
Dans L'Interdiction, il est fait baron à la demande du marquis d'Espard. Il possède avec sa mère une coquette fortune et achète un hôtel rue Verte.
Dans Albert Savarus, le baron possède une superbe villa à Genève, qu'il loue au prince Colonna.
Pour les références, voir :